# Andrzej Józwowicz
brasão
Andrzej Józwowicz (14 de janeiro de 1965) é um prelado polonês da Igreja Católica que ingressou no serviço diplomático da Santa Sé em 1997 e atua como Núncio Apostólico no Irã. Arcebispo desde 2017, foi Núncio Apostólico em Ruanda de 2017 a 2021.

## Biografia
Andrzej Józwowicz nasceu em 14 de janeiro de 1965 em Boćki, Polônia. Ele foi ordenado sacerdote em 24 de maio de 1990. Ele estudou filosofia e teologia em Varsóvia. Ele obteve o doutorado em direito civil e canônico pela Pontifícia Universidade Lateranense de Roma.
Para se preparar para a carreira de diplomata, ele ingressou na Pontifícia Academia Eclesiástica em 1995. Ele fala italiano, francês, inglês, polonês, português e russo.
Em 1 de julho de 1997 ingressou no serviço diplomático da Santa Sé. Ele serviu em Moçambique, Tailândia, Cingapura, Camboja, Hungria, Síria e Irã. Em 2012 foi nomeado secretário da Nunciatura Apostólica na Rússia.
Józwowicz foi nomeado Núncio Apostólico em Ruanda em 18 de março de 2017. O Papa Francisco o nomeou Núncio no Irã em 28 de junho de 2021.